# 1438
Portal Geschichte | Portal Biografien | Aktuelle Ereignisse | Jahreskalender | Tagesartikel

◄ |
14. Jahrhundert |
15. Jahrhundert
| 16. Jahrhundert | ►

◄ |
1400er |
1410er |
1420er |
1430er
| 1440er | 1450er | 1460er | ►

◄◄ |
◄ |
1434 |
1435 |
1436 |
1437 |
1438
| 1439 | 1440 | 1441 | 1442 | ► | ►►
Staatsoberhäupter  · Nekrolog
| Januar | Januar | Januar | Januar | Januar | Januar | Januar | Januar |
| Kw     | Mo     | Di     | Mi     | Do     | Fr     | Sa     | So     |
| 1      |        |        | 1      | 2      | 3      | 4      | 5      |
| 2      | 6      | 7      | 8      | 9      | 10     | 11     | 12     |
| 3      | 13     | 14     | 15     | 16     | 17     | 18     | 19     |
| 4      | 20     | 21     | 22     | 23     | 24     | 25     | 26     |
| 5      | 27     | 28     | 29     | 30     | 31     |        |        |
| ------ | ------ | ------ | ------ | ------ | ------ | ------ | ------ |

| Februar | Februar | Februar | Februar | Februar | Februar | Februar | Februar |
| Kw      | Mo      | Di      | Mi      | Do      | Fr      | Sa      | So      |
| 5       |         |         |         |         |         | 1       | 2       |
| 6       | 3       | 4       | 5       | 6       | 7       | 8       | 9       |
| 7       | 10      | 11      | 12      | 13      | 14      | 15      | 16      |
| 8       | 17      | 18      | 19      | 20      | 21      | 22      | 23      |
| 9       | 24      | 25      | 26      | 27      | 28      |         |         |
| ------- | ------- | ------- | ------- | ------- | ------- | ------- | ------- |

| März | März | März | März | März | März | März | März |
| Kw   | Mo   | Di   | Mi   | Do   | Fr   | Sa   | So   |
| 9    |      |      |      |      |      | 1    | 2    |
| 10   | 3    | 4    | 5    | 6    | 7    | 8    | 9    |
| 11   | 10   | 11   | 12   | 13   | 14   | 15   | 16   |
| 12   | 17   | 18   | 19   | 20   | 21   | 22   | 23   |
| 13   | 24   | 25   | 26   | 27   | 28   | 29   | 30   |
| 14   | 31   |      |      |      |      |      |      |
| ---- | ---- | ---- | ---- | ---- | ---- | ---- | ---- |

| April | April | April | April | April | April | April | April |
| Kw    | Mo    | Di    | Mi    | Do    | Fr    | Sa    | So    |
| 14    |       | 1     | 2     | 3     | 4     | 5     | 6     |
| 15    | 7     | 8     | 9     | 10    | 11    | 12    | 13    |
| 16    | 14    | 15    | 16    | 17    | 18    | 19    | 20    |
| 17    | 21    | 22    | 23    | 24    | 25    | 26    | 27    |
| 18    | 28    | 29    | 30    |       |       |       |       |
| ----- | ----- | ----- | ----- | ----- | ----- | ----- | ----- |

| Mai | Mai | Mai | Mai | Mai | Mai | Mai | Mai |
| Kw  | Mo  | Di  | Mi  | Do  | Fr  | Sa  | So  |
| 18  |     |     |     | 1   | 2   | 3   | 4   |
| 19  | 5   | 6   | 7   | 8   | 9   | 10  | 11  |
| 20  | 12  | 13  | 14  | 15  | 16  | 17  | 18  |
| 21  | 19  | 20  | 21  | 22  | 23  | 24  | 25  |
| 22  | 26  | 27  | 28  | 29  | 30  | 31  |     |
| --- | --- | --- | --- | --- | --- | --- | --- |

| Juni | Juni | Juni | Juni | Juni | Juni | Juni | Juni |
| Kw   | Mo   | Di   | Mi   | Do   | Fr   | Sa   | So   |
| 22   |      |      |      |      |      |      | 1    |
| 23   | 2    | 3    | 4    | 5    | 6    | 7    | 8    |
| 24   | 9    | 10   | 11   | 12   | 13   | 14   | 15   |
| 25   | 16   | 17   | 18   | 19   | 20   | 21   | 22   |
| 26   | 23   | 24   | 25   | 26   | 27   | 28   | 29   |
| 27   | 30   |      |      |      |      |      |      |
| ---- | ---- | ---- | ---- | ---- | ---- | ---- | ---- |

| Juli | Juli | Juli | Juli | Juli | Juli | Juli | Juli |
| Kw   | Mo   | Di   | Mi   | Do   | Fr   | Sa   | So   |
| 27   |      | 1    | 2    | 3    | 4    | 5    | 6    |
| 28   | 7    | 8    | 9    | 10   | 11   | 12   | 13   |
| 29   | 14   | 15   | 16   | 17   | 18   | 19   | 20   |
| 30   | 21   | 22   | 23   | 24   | 25   | 26   | 27   |
| 31   | 28   | 29   | 30   | 31   |      |      |      |
| ---- | ---- | ---- | ---- | ---- | ---- | ---- | ---- |

| August | August | August | August | August | August | August | August |
| Kw     | Mo     | Di     | Mi     | Do     | Fr     | Sa     | So     |
| 31     |        |        |        |        | 1      | 2      | 3      |
| 32     | 4      | 5      | 6      | 7      | 8      | 9      | 10     |
| 33     | 11     | 12     | 13     | 14     | 15     | 16     | 17     |
| 34     | 18     | 19     | 20     | 21     | 22     | 23     | 24     |
| 35     | 25     | 26     | 27     | 28     | 29     | 30     | 31     |
| ------ | ------ | ------ | ------ | ------ | ------ | ------ | ------ |

| September | September | September | September | September | September | September | September |
| Kw        | Mo        | Di        | Mi        | Do        | Fr        | Sa        | So        |
| 36        | 1         | 2         | 3         | 4         | 5         | 6         | 7         |
| 37        | 8         | 9         | 10        | 11        | 12        | 13        | 14        |
| 38        | 15        | 16        | 17        | 18        | 19        | 20        | 21        |
| 39        | 22        | 23        | 24        | 25        | 26        | 27        | 28        |
| 40        | 29        | 30        |           |           |           |           |           |
| --------- | --------- | --------- | --------- | --------- | --------- | --------- | --------- |

| Oktober | Oktober | Oktober | Oktober | Oktober | Oktober | Oktober | Oktober |
| Kw      | Mo      | Di      | Mi      | Do      | Fr      | Sa      | So      |
| 40      |         |         | 1       | 2       | 3       | 4       | 5       |
| 41      | 6       | 7       | 8       | 9       | 10      | 11      | 12      |
| 42      | 13      | 14      | 15      | 16      | 17      | 18      | 19      |
| 43      | 20      | 21      | 22      | 23      | 24      | 25      | 26      |
| 44      | 27      | 28      | 29      | 30      | 31      |         |         |
| ------- | ------- | ------- | ------- | ------- | ------- | ------- | ------- |

| November | November | November | November | November | November | November | November |
| Kw       | Mo       | Di       | Mi       | Do       | Fr       | Sa       | So       |
| 44       |          |          |          |          |          | 1        | 2        |
| 45       | 3        | 4        | 5        | 6        | 7        | 8        | 9        |
| 46       | 10       | 11       | 12       | 13       | 14       | 15       | 16       |
| 47       | 17       | 18       | 19       | 20       | 21       | 22       | 23       |
| 48       | 24       | 25       | 26       | 27       | 28       | 29       | 30       |
| -------- | -------- | -------- | -------- | -------- | -------- | -------- | -------- |

| Dezember | Dezember | Dezember | Dezember | Dezember | Dezember | Dezember | Dezember |
| Kw       | Mo       | Di       | Mi       | Do       | Fr       | Sa       | So       |
| 49       | 1        | 2        | 3        | 4        | 5        | 6        | 7        |
| 50       | 8        | 9        | 10       | 11       | 12       | 13       | 14       |
| 51       | 15       | 16       | 17       | 18       | 19       | 20       | 21       |
| 52       | 22       | 23       | 24       | 25       | 26       | 27       | 28       |
| 1        | 29       | 30       | 31       |          |          |          |          |
| -------- | -------- | -------- | -------- | -------- | -------- | -------- | -------- |

| Januar | Januar | Januar | Januar | Januar | Januar | Januar | Januar |
| Kw     | Mo     | Di     | Mi     | Do     | Fr     | Sa     | So     |
| 1      |        |        | 1      | 2      | 3      | 4      | 5      |
| 2      | 6      | 7      | 8      | 9      | 10     | 11     | 12     |
| 3      | 13     | 14     | 15     | 16     | 17     | 18     | 19     |
| 4      | 20     | 21     | 22     | 23     | 24     | 25     | 26     |
| 5      | 27     | 28     | 29     | 30     | 31     |        |        |
| ------ | ------ | ------ | ------ | ------ | ------ | ------ | ------ |

| Februar | Februar | Februar | Februar | Februar | Februar | Februar | Februar |
| Kw      | Mo      | Di      | Mi      | Do      | Fr      | Sa      | So      |
| 5       |         |         |         |         |         | 1       | 2       |
| 6       | 3       | 4       | 5       | 6       | 7       | 8       | 9       |
| 7       | 10      | 11      | 12      | 13      | 14      | 15      | 16      |
| 8       | 17      | 18      | 19      | 20      | 21      | 22      | 23      |
| 9       | 24      | 25      | 26      | 27      | 28      |         |         |
| ------- | ------- | ------- | ------- | ------- | ------- | ------- | ------- |

| März | März | März | März | März | März | März | März |
| Kw   | Mo   | Di   | Mi   | Do   | Fr   | Sa   | So   |
| 9    |      |      |      |      |      | 1    | 2    |
| 10   | 3    | 4    | 5    | 6    | 7    | 8    | 9    |
| 11   | 10   | 11   | 12   | 13   | 14   | 15   | 16   |
| 12   | 17   | 18   | 19   | 20   | 21   | 22   | 23   |
| 13   | 24   | 25   | 26   | 27   | 28   | 29   | 30   |
| 14   | 31   |      |      |      |      |      |      |
| ---- | ---- | ---- | ---- | ---- | ---- | ---- | ---- |

| April | April | April | April | April | April | April | April |
| Kw    | Mo    | Di    | Mi    | Do    | Fr    | Sa    | So    |
| 14    |       | 1     | 2     | 3     | 4     | 5     | 6     |
| 15    | 7     | 8     | 9     | 10    | 11    | 12    | 13    |
| 16    | 14    | 15    | 16    | 17    | 18    | 19    | 20    |
| 17    | 21    | 22    | 23    | 24    | 25    | 26    | 27    |
| 18    | 28    | 29    | 30    |       |       |       |       |
| ----- | ----- | ----- | ----- | ----- | ----- | ----- | ----- |

| Mai | Mai | Mai | Mai | Mai | Mai | Mai | Mai |
| Kw  | Mo  | Di  | Mi  | Do  | Fr  | Sa  | So  |
| 18  |     |     |     | 1   | 2   | 3   | 4   |
| 19  | 5   | 6   | 7   | 8   | 9   | 10  | 11  |
| 20  | 12  | 13  | 14  | 15  | 16  | 17  | 18  |
| 21  | 19  | 20  | 21  | 22  | 23  | 24  | 25  |
| 22  | 26  | 27  | 28  | 29  | 30  | 31  |     |
| --- | --- | --- | --- | --- | --- | --- | --- |

| Juni | Juni | Juni | Juni | Juni | Juni | Juni | Juni |
| Kw   | Mo   | Di   | Mi   | Do   | Fr   | Sa   | So   |
| 22   |      |      |      |      |      |      | 1    |
| 23   | 2    | 3    | 4    | 5    | 6    | 7    | 8    |
| 24   | 9    | 10   | 11   | 12   | 13   | 14   | 15   |
| 25   | 16   | 17   | 18   | 19   | 20   | 21   | 22   |
| 26   | 23   | 24   | 25   | 26   | 27   | 28   | 29   |
| 27   | 30   |      |      |      |      |      |      |
| ---- | ---- | ---- | ---- | ---- | ---- | ---- | ---- |

| Juli | Juli | Juli | Juli | Juli | Juli | Juli | Juli |
| Kw   | Mo   | Di   | Mi   | Do   | Fr   | Sa   | So   |
| 27   |      | 1    | 2    | 3    | 4    | 5    | 6    |
| 28   | 7    | 8    | 9    | 10   | 11   | 12   | 13   |
| 29   | 14   | 15   | 16   | 17   | 18   | 19   | 20   |
| 30   | 21   | 22   | 23   | 24   | 25   | 26   | 27   |
| 31   | 28   | 29   | 30   | 31   |      |      |      |
| ---- | ---- | ---- | ---- | ---- | ---- | ---- | ---- |

| August | August | August | August | August | August | August | August |
| Kw     | Mo     | Di     | Mi     | Do     | Fr     | Sa     | So     |
| 31     |        |        |        |        | 1      | 2      | 3      |
| 32     | 4      | 5      | 6      | 7      | 8      | 9      | 10     |
| 33     | 11     | 12     | 13     | 14     | 15     | 16     | 17     |
| 34     | 18     | 19     | 20     | 21     | 22     | 23     | 24     |
| 35     | 25     | 26     | 27     | 28     | 29     | 30     | 31     |
| ------ | ------ | ------ | ------ | ------ | ------ | ------ | ------ |

| September | September | September | September | September | September | September | September |
| Kw        | Mo        | Di        | Mi        | Do        | Fr        | Sa        | So        |
| 36        | 1         | 2         | 3         | 4         | 5         | 6         | 7         |
| 37        | 8         | 9         | 10        | 11        | 12        | 13        | 14        |
| 38        | 15        | 16        | 17        | 18        | 19        | 20        | 21        |
| 39        | 22        | 23        | 24        | 25        | 26        | 27        | 28        |
| 40        | 29        | 30        |           |           |           |           |           |
| --------- | --------- | --------- | --------- | --------- | --------- | --------- | --------- |

| Oktober | Oktober | Oktober | Oktober | Oktober | Oktober | Oktober | Oktober |
| Kw      | Mo      | Di      | Mi      | Do      | Fr      | Sa      | So      |
| 40      |         |         | 1       | 2       | 3       | 4       | 5       |
| 41      | 6       | 7       | 8       | 9       | 10      | 11      | 12      |
| 42      | 13      | 14      | 15      | 16      | 17      | 18      | 19      |
| 43      | 20      | 21      | 22      | 23      | 24      | 25      | 26      |
| 44      | 27      | 28      | 29      | 30      | 31      |         |         |
| ------- | ------- | ------- | ------- | ------- | ------- | ------- | ------- |

| November | November | November | November | November | November | November | November |
| Kw       | Mo       | Di       | Mi       | Do       | Fr       | Sa       | So       |
| 44       |          |          |          |          |          | 1        | 2        |
| 45       | 3        | 4        | 5        | 6        | 7        | 8        | 9        |
| 46       | 10       | 11       | 12       | 13       | 14       | 15       | 16       |
| 47       | 17       | 18       | 19       | 20       | 21       | 22       | 23       |
| 48       | 24       | 25       | 26       | 27       | 28       | 29       | 30       |
| -------- | -------- | -------- | -------- | -------- | -------- | -------- | -------- |

| Dezember | Dezember | Dezember | Dezember | Dezember | Dezember | Dezember | Dezember |
| Kw       | Mo       | Di       | Mi       | Do       | Fr       | Sa       | So       |
| 49       | 1        | 2        | 3        | 4        | 5        | 6        | 7        |
| 50       | 8        | 9        | 10       | 11       | 12       | 13       | 14       |
| 51       | 15       | 16       | 17       | 18       | 19       | 20       | 21       |
| 52       | 22       | 23       | 24       | 25       | 26       | 27       | 28       |
| 1        | 29       | 30       | 31       |          |          |          |          |
| -------- | -------- | -------- | -------- | -------- | -------- | -------- | -------- |

## Ereignisse

### Politik und Weltgeschehen

#### Ungarn / Heiliges Römisches Reich
- 1. Januar: Albrecht II. von Habsburg wird in Stuhlweißenburg zum König von Ungarn gekrönt. Am 17. Januar wird er in Frankfurt am Main auch zum römisch-deutschen König gewählt. Mit ihm beginnt die lange Reihe von deutschen Kaisern und Königen aus dem Hause Habsburg bis 1740. Die Hussiten und deren polnische Verbündeten versuchen seine zusätzliche Erhebung in Böhmen mit allen Mittel zu verhindern. Albrecht dringt daraufhin mit bewaffneten Gefolge in Prag ein und lässt sich am 29. Juni im Veitsdom zum König von Böhmen krönen. Er kann das Land aber nicht dauerhaft in Besitz nehmen und muss sich wieder zurückziehen.
- 2. Juli: Nach dem Tod von Ernst wird sein Sohn Albrecht III. Herzog von Bayern-München.
- 23. September: Das sächsische Heer unter Kurfürst Friedrich II. gewinnt die Schlacht bei Sellnitz gegen die Überreste des Heeres der Hussiten. Die Hussitenkriege neigen sich damit endgültig dem Ende zu.

#### Hansisch-Niederländischer Krieg
- 7. April: Herzog Philipp der Gute von Burgund gestattet der Grafschaft Holland die Kaperei gegen die sechs wendischen Städte Hamburg, Lübeck, Lüneburg, Greifswald, Stettin und Anklam sowie das Herzogtum Holstein.
- 23. April: Die Hanse informiert ihre Städte über einen bevorstehenden Krieg mit Holland und fordert zur Einstellung der Schifffahrt nach Flandern, Holland und Seeland auf.
- Holland ist zur See noch nicht stark genug, um sich einen offenen Kampf mit Hanseverbänden zu liefern und muss sich auf die Kaperei beschränken. Auf der anderen Seite bleiben die wendischen Städte auf sich gestellt, denn trotz wiederholter Aufforderung Lübecks beteiligen sich die übrigen Hansestädte nicht an den Kampfhandlungen.
- 22. Juni: Eine Kaperflotte unter Hendrik van Borsselen läuft aus Rotterdam aus. Obwohl er auf der Hinfahrt den neutral gebliebenen Hansestädten freies Geleit zugesagt hat, überfällt er überraschend bei Brest eine preußische Baiensalzflotte und bringt 23 preußische und livländische Schiffe auf. Die dort befindlichen elf Schiffe der wendischen Städte haben sich beim Erscheinen der Kaperflotte rechtzeitig in den Hafen zurückgezogen. Die neutralen Hansestädte erheben Schadenersatzansprüche, doch trotz ihrer Empörung schließen sie sich auch jetzt nicht dem Krieg an. Vielmehr arretieren sie aus Unmut über die Sperrmaßnahmen der wendischen Städte im Sund deren Güter in Preußen.

#### Weitere Ereignisse in Europa
- 9. September: König Eduard von Portugal stirbt an der Pest. Sein Sohn Alfons V. wird König von Portugal, wegen seiner Minderjährigkeit zunächst unter Regentschaft seiner Mutter Eleonore von Aragonien und seines Onkels Peter von Coimbra, zwischen denen es in Regierungs- und Erziehungsfragen schnell zu heftigen Streitigkeiten kommt, die fast in einen Bürgerkrieg münden.

#### Afrika
- Nach dem Tod von Barsbay wird sein Sohn al-Aziz Yusuf Sultan der Mamluken in Ägypten unter der Regentschaft von Dschaqmaq, bevor letzterer selbst die Herrschaft übernimmt.

#### Mongolenreiche

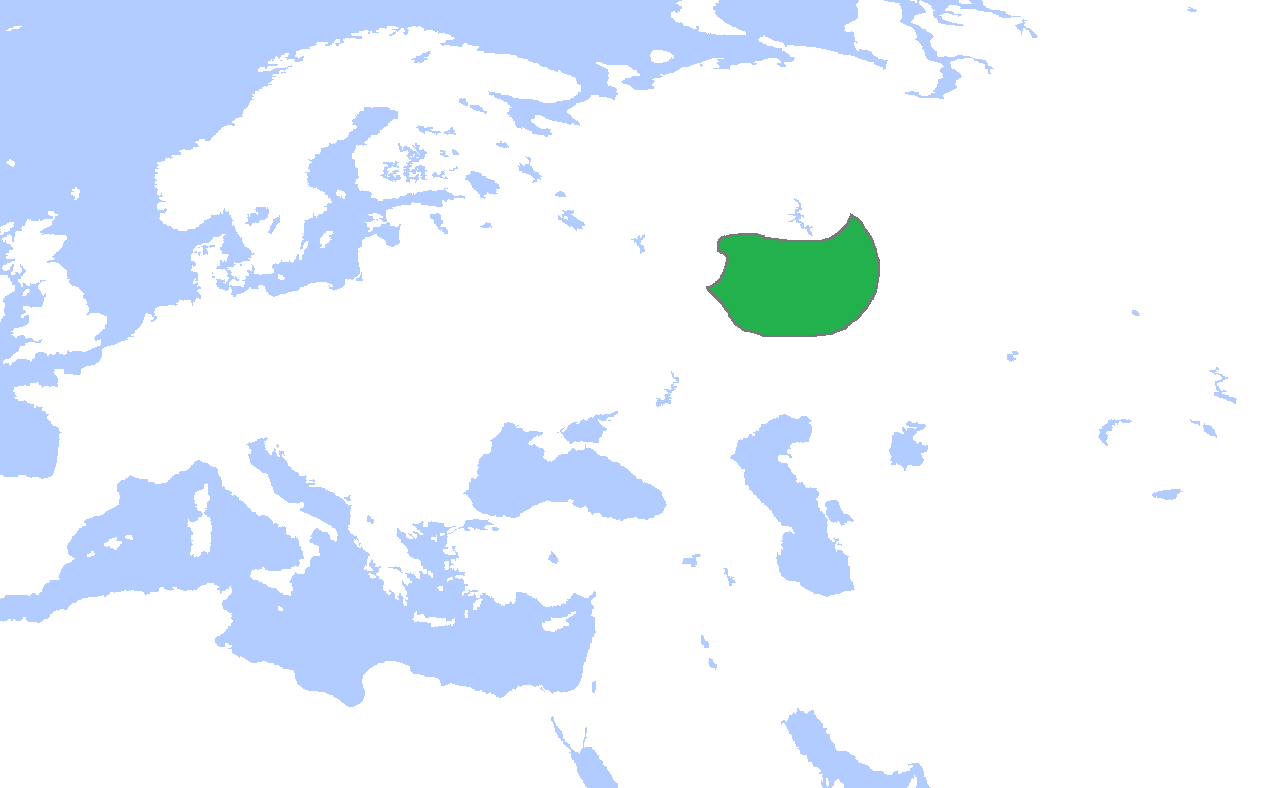
Kasan-Khanat um 1500

- Im Kampf um die Vorherrschaft in der militärisch und politisch geschwächten Goldenen Horde geht Wassili II. militärisch gegen Khan Ulug Mehmed vor, der sich daraufhin aus dem Kernland Kasans zurückziehen muss. Im Dezember besiegt Mehmed allerdings den neuen Khan, plündert Moskau und gründet danach das eigenständige Khanat Kasan.

#### Weitere Ereignisse in Asien
- Das thailändische Königreich Sukhothai wird nach dem Tod seines letzten Königs Maha Thammaracha IV. Teil des Königreichs Ayutthaya unter König Borommaracha II. Die Stadt Phitsanulok gewinnt dadurch an Gewicht als Zentrum der Provinzen Nordthailands.

#### Amerika

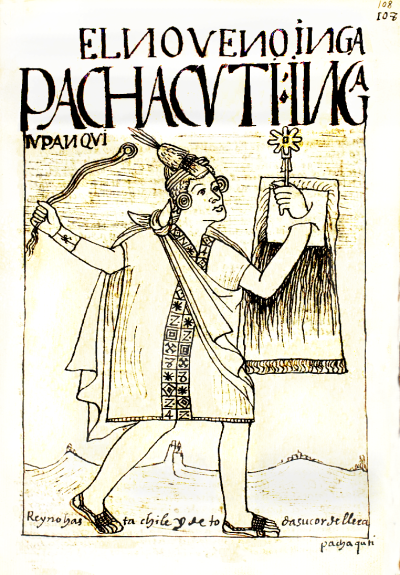
Pachacútec Yupanqui

- Pachacútec Yupanqui schlägt die angreifenden Chanka, die unter ihrem Führer Anku Walluq die Hauptstadt Qusqu belagern, vernichtend und wird Herrscher über das Inkareich nach dem Sturz seines Vaters Huiracocha Inca und seinem als Thronfolger vorgesehenen Sohn Urco. Dieses Ereignis stellt in der Inka-Tradition eine Zeitenwende (Pachakuti) dar.

### Wirtschaft
- Das Schatzregister der Großvogtei Celle wird erstellt. Dieses Amtsbuch verzeichnet den Steuerertrag aus den südlichen und westlichen Teilen des Fürstentums Lüneburg, in etwa aus dem Gebiet der Kreise Celle, Soltau, Fallingbostel, und einem Teil von Burgdorf.

### Wissenschaft und Technik
- König Heinrich VI. und Henry Chichele, Fellow des New College und Erzbischof von Canterbury, gründen an der University of Oxford das All Souls College zum Gedenken an die Gefallenen des Hundertjährigen Krieges.

### Kultur

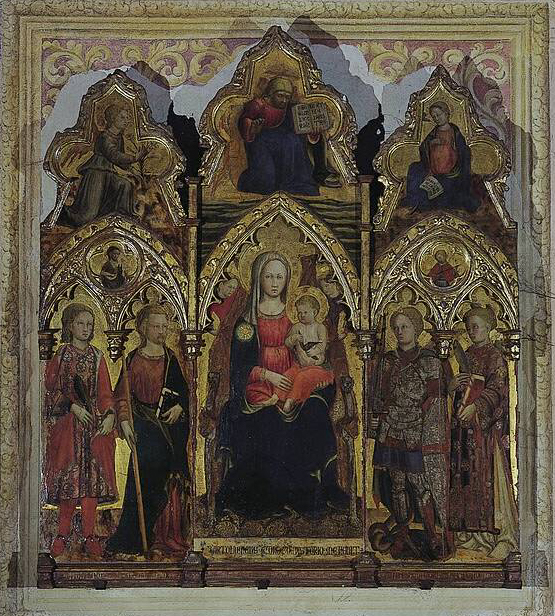
Madonna mit dem Kind auf dem Thron, Bartolomeo di Andrea Bocchi

### Religion
- 7. Juli: In der Pragmatischen Sanktion von Bourges schränkt Frankreichs König Karl VII. Befugnisse des Papstes zur französischen Kirche ein. Insbesondere wird darin der Konziliarismus, der Vorrang von Konzilen vor dem Papst, anerkannt.

## Geboren

### Geburtsdatum gesichert
- 5. Februar: Marguerite de Bourbon, französische Adlige († 1483)
- 5. Februar: Philipp II., französischer Adliger, Herzog von Savoyen († 1497)
- 12. Februar: Adolf von Egmond, holländischer Adliger, Herzog von Geldern († 1477)
- 23. März: Ludwig II., Markgraf von Saluzzo († 1504)
- 3. April: Johann III., Graf von Egmond, Statthalter von Holland, Zeeland und Westfriesland († 1516)
- 8. Juni: Melozzo da Forlì, italienischer Maler († 1494)
- 7. September: Ludwig II., deutscher Adliger, Landgraf von Hessen-Kassel († 1471)
- 1. Dezember: Pierre II. de Bourbon, französischer Adliger, Herzog von Bourbon († 1503)

### Genaues Geburtsdatum unbekannt
- Albrecht VI., deutscher Adliger, Herzog zu Mecklenburg († 1483)
- William Beaumont, englischer Adeliger († 1507)
- Wilhelm II. von Pernstein, böhmischer Adliger, Politiker,  Marschall und Hofmeister († 1521)
- Ctibor Tobischau von Cimburg, böhmischer Adliger, Rechtsgelehrter, Landeshauptmann von Mähren, Oberstkanzler des Königreichs Böhmen († 1494)
- Stjepan Tomašević, bosnischer Adliger, Despot von Serbien, König von Bosnien († 1463)

## Gestorben

### Todesdatum gesichert
- 6. Januar: Edward Hastings, englischer Ritter (* 1382)
- 29. Januar: John Merbury, englischer Politiker und Beamter
- 26. Februar: Hermann von Gnas, Bischof von Lavant und Gegenbischof von Gurk
- 2. Juni: Richard d’Étampes, bretonischer Adliger (* 1395)
- 7. Juni: Barsbay, Sultan der Mamluken in Ägypten (* 1369)
- 2. Juli: Ernst, deutscher Adliger, Herzog von Bayern-München (* 1373)
- 13. August: Johannes Nider, deutscher Dominikaner (* vor 1385)
- 9. September: Eduard (Dom Duarte), König von Portugal (* 1391)
- 24. September: Jacques II. de Bourbon, französischer Adliger, Graf von La Marche und Castres (* 1370)
- 16. Oktober: Anne of Gloucester, englische Adlige (* 1383)
- 20. Oktober: Jacopo della Quercia, italienischer Bildhauer
- 28. Oktober: Pietro Loredan, venezianischer Admiral (* 1372)

### Genaues Todesdatum unbekannt
- Nesa von Aarberg, Basler Franziskanerin und Begine
- Johann III., deutscher Adliger, Herzog zu Mecklenburg (* 1389)
- Johann Ebser, österreichischer Bischof von Chiemsee
- Keo Phim Fa, Königin von Lan Xang (* 1343)
- Qara Iskander, turkmenischer Herrscher
- Konrad Justinger, Schweizer Stadtschreiber und Chronist (* vor 1370)
- Kham Koert, König von Lan Xang
- Hermann Korner, deutscher Söldnerführer, Geschichtsschreiber und Lesemeister (* 1365)
- Michel Kurtze, Steinmetz und Dombaumeister in Frankfurt am Main
- Khedrub Geleg Pelsang, tibetischer Mönch, 3. Ganden Thripa, 1. Penchen Lama (* 1385)